# Wandelschoen

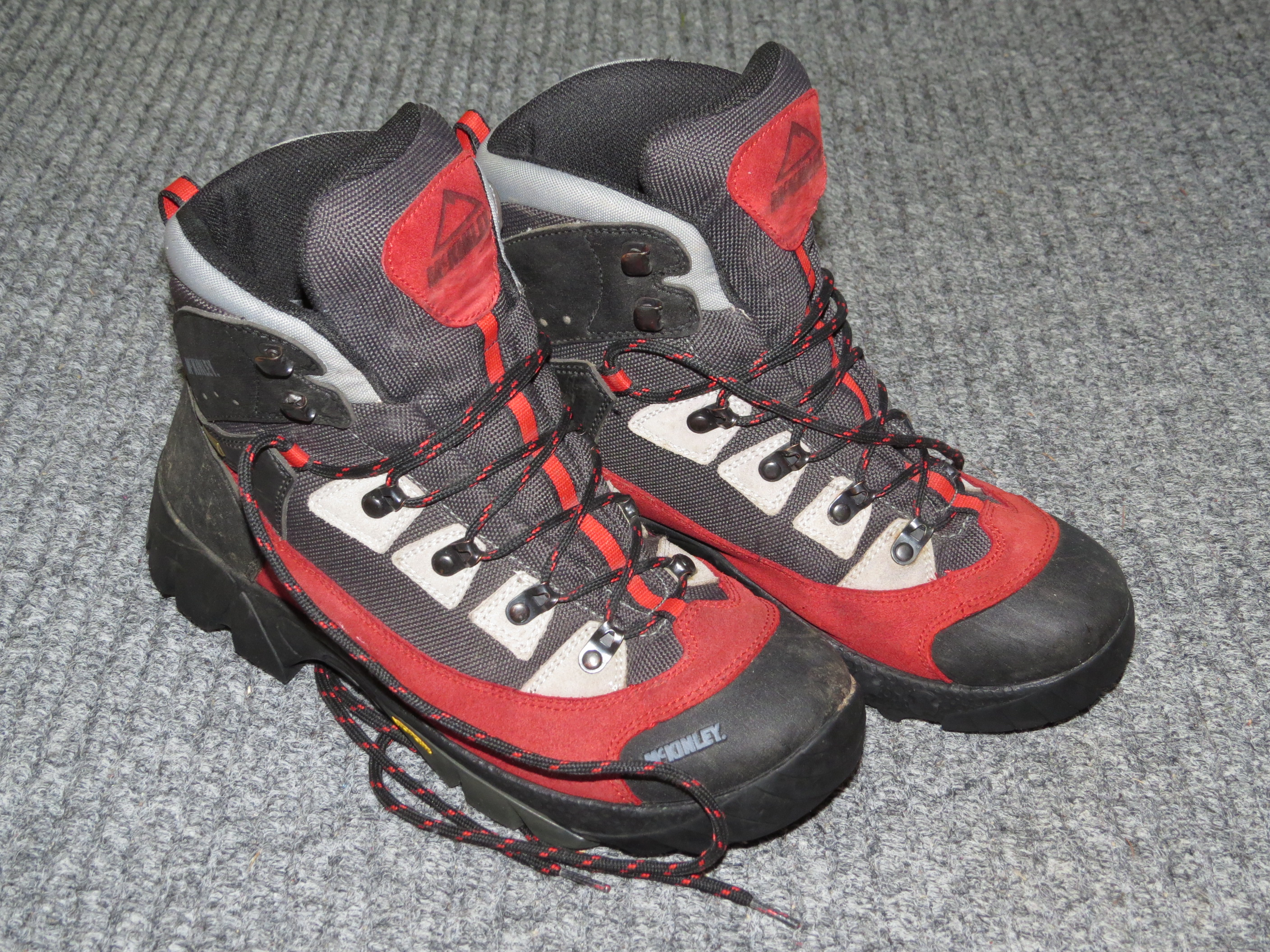
Wandelschoenen

Een wandelschoen is een schoen die speciaal gebruikt wordt om mee te wandelen.
De wandelschoen heeft enkele voordelen ten opzichte van andere schoenen. Zo is hij vaak waterdicht en is hij zo stevig, dat hij, bij een goede pasvorm, nauwelijks blaren veroorzaakt. Om dit te bereiken hebben veel wandelschoenen een speciale binnenschoen.
Er zijn vier types wandelschoenen:
Type ADe vrijetijdswandelschoenen voor het bos en tochten op goede wegen en paden (vierdaagse-schoen). Herkenbaar aan de buigzame zool.
Type BDe lichte berg- en trekkingschoen voor op goed aangelegde bergpaden en eenvoudige klettersteigen. De schoenen geven goede steun en bescherming aan de enkels bij tochten met matige bepakking. Herkenbaar aan de moeilijk buigzame zool.
Type CDe alpine-, trekking- en hooggebergte schoen voor tochten met zware bepakking over ruig terrein en buiten de paden. Deze schoenen zijn over het algemeen behoorlijk goed waterdicht. Herkenbaar aan de niet-buigzame zool (plankjes).
Type DStijgijzervaste schoen voor zwaardere bergtochten, ijstoeren, klimmen of expedities.
Om de grip op sneeuw en ijs te vergroten, kan er onder wandelschoenen stijgijzers gebonden worden. Er bestaan stijgijzers voor schoenen van type B tot en met D. Bij types B en C gaat het om stijgijzers die met banden aan de schoen worden bevestigd. Deze combinatie is geschikt voor eenvoudige en gematigde wandeltochten door sneeuw en ijs. Bij type D kunnen de stijgijzers aan de schoen vastgeklikt worden. Dit is de veiligste combinatie en kan gebruikt worden voor onder andere ijsklimmen. 